# Oleksandr Sjoemsky
Oleksandr Jakovytsj Sjoemsky (Oekraïens: Олександр Якович Шумський) (Borova Roednja/Toertsjynka, 2 december (O.S. 20 november) 1890 – onbekend, 18 september 1946) was een Oekraïens communistisch politicus. Hij was onder meer volkscommissaris van Onderwijs van de Oekraïense Socialistische Sovjetrepubliek in de jaren 1919 en 1924–1927.

## Biografie
Sjoemsky werd geboren in een verarmde familie in een dorp in het Gouvernement Wolynië. Zijn vader was boswachter. Vanaf 1908 was hij betrokken bij de activiteiten van de Oekraïense Socialistische Partij. Als vertegenwoordiger van de Oekraïense Partij van Socialisten-Revolutionairen maakte hij in 1918 deel uit van de Oekraïense Centrale Raad, die als parlement fungeerde van de eerder dat jaar geproclameerde Oekraïense Volksrepubliek. Hij was voorstander van samenwerking met de bolsjewieken en was al snel van de groep "borotbisten" binnen de Oekraïense Partij van Socialisten-Revolutionairen.
Van 1919 tot 1920 was hij actief binnen de Oekraïense Partij van Communisten (OeKP) en trad later met andere pro-bolsjewistische activisten binnen die partij toe tot de Communistische Partij (bolsjewieken) van Oekraïne (CP(b)Oe). Wel was hij voorstander van een aanzienlijke mate van autonomie van de Oekraïense Socialistische Sovjetrepubliek ten opzichte van de RSFSR. Hij werd volkscommissaris van Onderwijs (1919) en Binnenlandse Zaken (1920) in de regering van Chrystyjan Rakovsky en werd in 1921 ambassadeur van de Oekraïense SSR in Warschau. Na zijn terugkeer in 1924 werd hij redacteur van het blad Tsjervony sjlach en gaf hij leiding aan de afdeling propaganda en agitatie van de CP(b)Oe. Van 29 september 1924 tot 2 februari 1927 was hij opnieuw volkscommissaris van Onderwijs van de Oekraïense SSR. In deze hoedanigheid sprak hij zich uit voor oekraïnisatie. In de jaren 1920 genoten de republieken en nationale minderheden binnen de Sovjet-Unie nog een hoge mate van culturele autonomie.

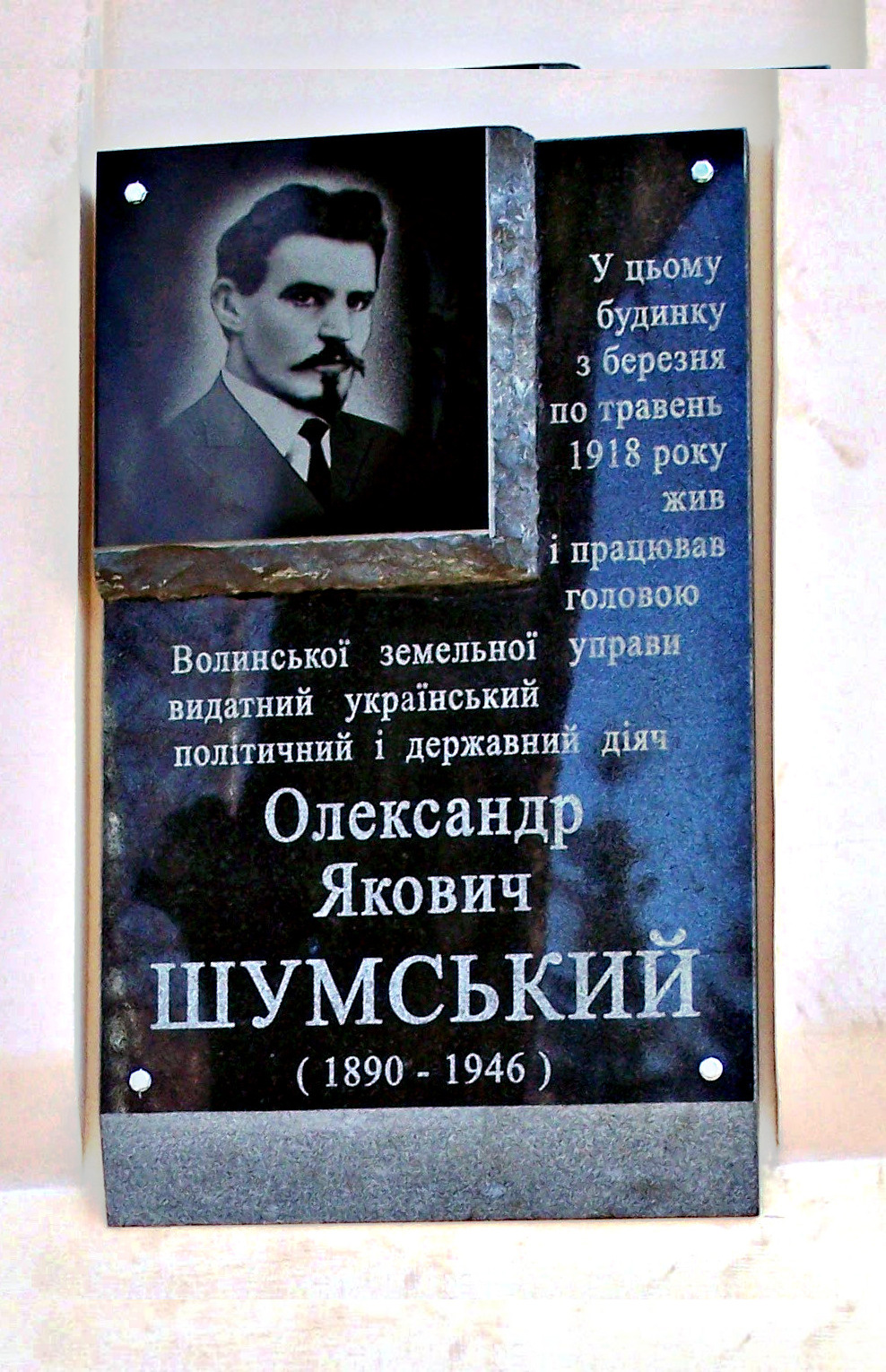
Plaquette ter nagedachtenis aan Sjoemsky in Zjytomyr

In een gesprek met Jozef Stalin in oktober 1925 pleitte hij voor het verwijderen van Lazar Kaganovitsj als eerste secretaris van de CP(b)Oe. Dit kon bij Stalin echter niet op begrip rekenen; in een brief, getiteld "Aan kameraad Kaganovitsj en de andere leden van het politbureau van het Centraal Comité van de CP(b)Oe" van 26 april 1926 beschuldigde hij Sjoemsky van "het aanwakkeren van een anti-Russische stemming in de Oekraïne". Het woord "sjoemskisme" werd op die manier synomiem voor nationalistische aberraties binnen de Oekraïense SSR. In juni 1926 deed Sjoemsky aan zelfkritiek, maar werd in februari 1927 desondanks uit zijn functie gezet en overgeplaatst naar een onbelangrijke functie bij de vakbonden in Moskou.
Op 13 mei 1933 werd hij door de geheime dienst OGPOe gearresteerd. Hem werd het lidmaatschap verweten van de (niet bestaande) Oekraïense Militaire Organisatie (OeVO) en tot tien jaar kamp veroordeeld. Deze straf zat hij van 1933–1935 uit op de Solovetski-eilanden, om daarna te worden omgezet in verbanning in Krasnojarsk. In de jaren 1937–1939 werd hij opnieuw gearresteerd door het NKVD, maar uiteindelijk vrijgelaten. Nadat hij zijn straf helemaal had uitgezeten, bleef hij in Krasnojarsk en eiste hij rehabilitatie bij het Hooggerechtshof van de Sovjet-Unie. Op 18 september 1946 werd hij in opdracht van Stalin en Kaganovitsj tijdens een treinreis van Saratov naar Kiev met behulp van een giftige injectie vermoord door een speciale taakgroep van het Ministerie van Staatsveiligheid onder aanvoering van Pavel Soedoplatov.
Oleksandr Sjoemsky werd gehabiliteerd op 11 september 1958.
- Gemeinsame Normdatei: 114907499X
- International Standard Name Identifier: 0000 0004 9622 8316
- Système universitaire de documentation: 220114455
- Virtual International Authority File: 3410151304655349460006